# Antoni Isern i Arnau
Antoni Isern i Arnau (Alcover, l'Alt Camp, 1883 - Castell de Burriac, Cabrera de Mar, el Maresme, 1907) va ser un pagès i poeta català.
Amic de Josep Aladern i de Plàcid Vidal (eren tots d'Alcover), va fer cap a Reus quan l'Aladern va obrir la llibreria "La Regional". A redós de la botiga es trobaven un grup de joves intel·lectuals que formaven la Colla de ca l'Aladern. Els comentaris de l'Aladern i Plàcid Vidal sobre un pagès semianalfabet que escrivia versos al seu mas vora Alcover va encuriosir els tertulians que demanaren de conèixer-lo. L'any 1898 l'Antoni Isern s'encaminà cap a Reus, tot passant per La Selva del Camp, on es trobà pel camí amb Joan Puig i Ferreter, també membre de la colla amb qui no es coneixia. S'integrà ràpidament a la Colla i publicà versos a les revistes Lo Ventall i Lo Lliri L'any 1899 el Grup modernista de Reus es va dissoldre, al marxar l'Aladern cap a Barcelona.

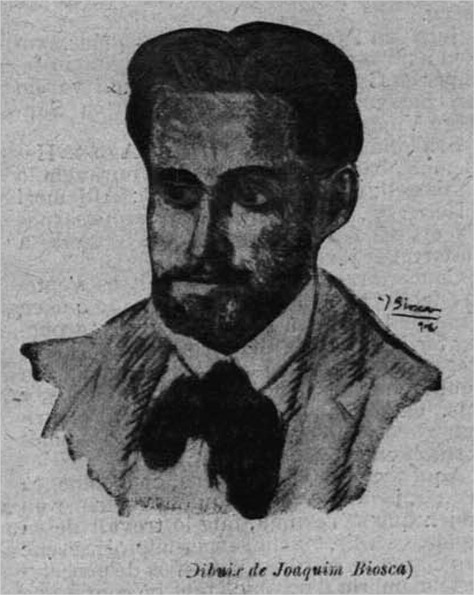
Dibuix d'Antoni Isern, per Joaquim Biosca.

Antoni Isern aconseguí de publicar a Reus el 1899, als 15 anys, els seus poemes escrits, Sentiments: poesíes íntimes
amb un pròleg d'Hortensi Güell i marxà després al seu mas d'Alcover. El 1901 es presentà a Barcelona amb ganes de quedar-s'hi. En el pròleg del llibre "Esplets d'ànima jove, escriu Josep Aladern: "La vetlla del 19 de setembre de l'any 1903, reunits a l'"Aplec Catalanista", escoltaren dels propis llavis del seu autor la lectura de les poesies "Esplets d'ànima jove". Tant agradosa fou la impressió que produí en l'auditori que el President de l'Associació, senyor Serrat, com interpretant un viu desig de tots, proposà obrir una subscripció entre la concurrència per a editar dites poesies... No cal dir que la llista de subscripció s'omplí de seguida i gràcies a aquesta podem oferir al públic aquest llibre". Malgrat tot, la seva poesia era incipient. Marxà a França amb Puig i Ferreter, però deprimit per no trobar el seu encaix en el món literari, se'n tornà a peu des de la frontera italiana fins a Catalunya, llogant-se de tant en tant com a pagès uns quants dies. Es quedà a la costa, i treballà en una masia a la vora de Premià de Mar. Un dia, després després de visitar en Mas i Abril i d'acomiadar-se de Plàcid Vidal a Barcelona, anà al Castell de Burriac on es suïcidà. Plàcid Vidal diu: "L'Anton Isern no podia alliberar-se de la mania de pensar que en l'adversitat el suïcidi és una acció heroica". El 1911 la revista Foc Nou, on hi col·laboraven antics companys seus de la Colla, va dedicar-li un monogràfic al número 21, de 26 d'abril. El 1916 un grup d'amics, encapçalats per Josep Martorell Òdena, van organitzar un homenatge en memòria seva.

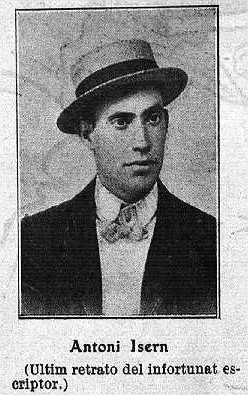
Darrera fotografia d'Antoni Isern.

El 2006 se celebrà a Alcover, l'any Isern, amb molt diferents actes. És fill predilecte d'Alcover i té tan en aquesta població com a Reus un carrer dedicat amb el seu nom i cognoms.
El Centre d'Estudis Alcoverencs va publicar el 1984 Obra literària, d'Antoni Isern, edició dels dos llibres de poesies i algunes altres disperses, proses i un fragment d'una peça teatral incompleta